# Aphalara rumicicola
Aphalara rumicicola är en insektsart som beskrevs av Jan Klimaszewski 1966. Aphalara rumicicola ingår i släktet Aphalara, och familjen rundbladloppor. Arten är reproducerande i Sverige.